# Silence (album av Sonata Arctica)
Silence är ett studioalbum av det finländska power metal-bandet Sonata Arctica, utgivet 2001 av skivbolaget Spinefarm Records. Alla låtarna på albumet är skrivna av Tony Kakko. Albumet gavs ut i en ny, remastrad version år 2008. Den remastrade nyutgåvan innehåller alla låtarna som finns på "Silence" från 2001, men två nya låtar är med, en studioinspelning av "PeaceMaker" och en nyinspelning av "Wolf & Raven". Albumet innehåller även låten "Respect The Wilderness" som också är bonusspår på japanska utgåvan av 2001-utgåvan.

## Låtlista
1. "...of Silence" – 1:17
2. "Weballergy" – 3:51
3. "False News Travel Fast" – 5:18
4. "The End of this Chapter" – 7:01
5. "Black Sheep" – 3:42
6. "Land of yhe Free" – 4:24
7. "Last Drop Falls" – 5:13
8. "San Sebastian (Revisited)" – 4:37
9. "Sing in Silence" – 3:51
10. "Revontulet" (instrumental) – 1:32
11. "Tallulah" – 5:20
12. "Wolf & Raven" – 4:15
13. "The Power of One" – 10:35

Bonusspår på återutgåvan 2008
1. "Respect the Wilderness" – 3:51 (också bonusspår på den japanska utgåvan)
2. "PeaceMaker" – 3:27
3. "Wolf & Raven" (nyinspelning) – 4:28

## Singlar
- "Wolf & Raven"
- "Last Drop Falls"

## Medverkande
Musiker (Sonata Arctica-medlemmar)
- Tony Kakko – sång, keyboard
- Jani Liimatainen – gitarrer
- Mikko Härkin – keyboard
- Marko Paasikoski – basgitarr
- Tommy Portimo – trummor

Bidragande musiker
- Mikko Karmila – piano (spår 4, 11)
- Timo Kotipelto – bakgrundssång och sista raden på "False News Travels Fast"
- Nik Van-Eckmann – manlig (spår 1, 4, 7, 13)
- Renay Gonzalez – kvinnlig (spår 4)

Produktion
- Sonata Arctica – producent
- Ahti Kortelainen – ljudtekniker
- Mikko Karmila – ljudtekniker, ljudmix
- Mika Niilonen – ljudtekniker (tal)
- Mika Jussila – mastering
- Tony Kakko – omslagsdesign, foto
- Tero Junkkila – omslagskonst
- Eric Philippe – omslagskonst, logo
- Toni Härkönen – foto
- Janne Pitkänen – logo